# Rue Troyon (Sèvres)
Pour les articles homonymes, voir Rue Troyon.
La rue Troyon est une voie de circulation longeant la Seine à Sèvres, dans les Hauts-de-Seine.

## Situation et accès

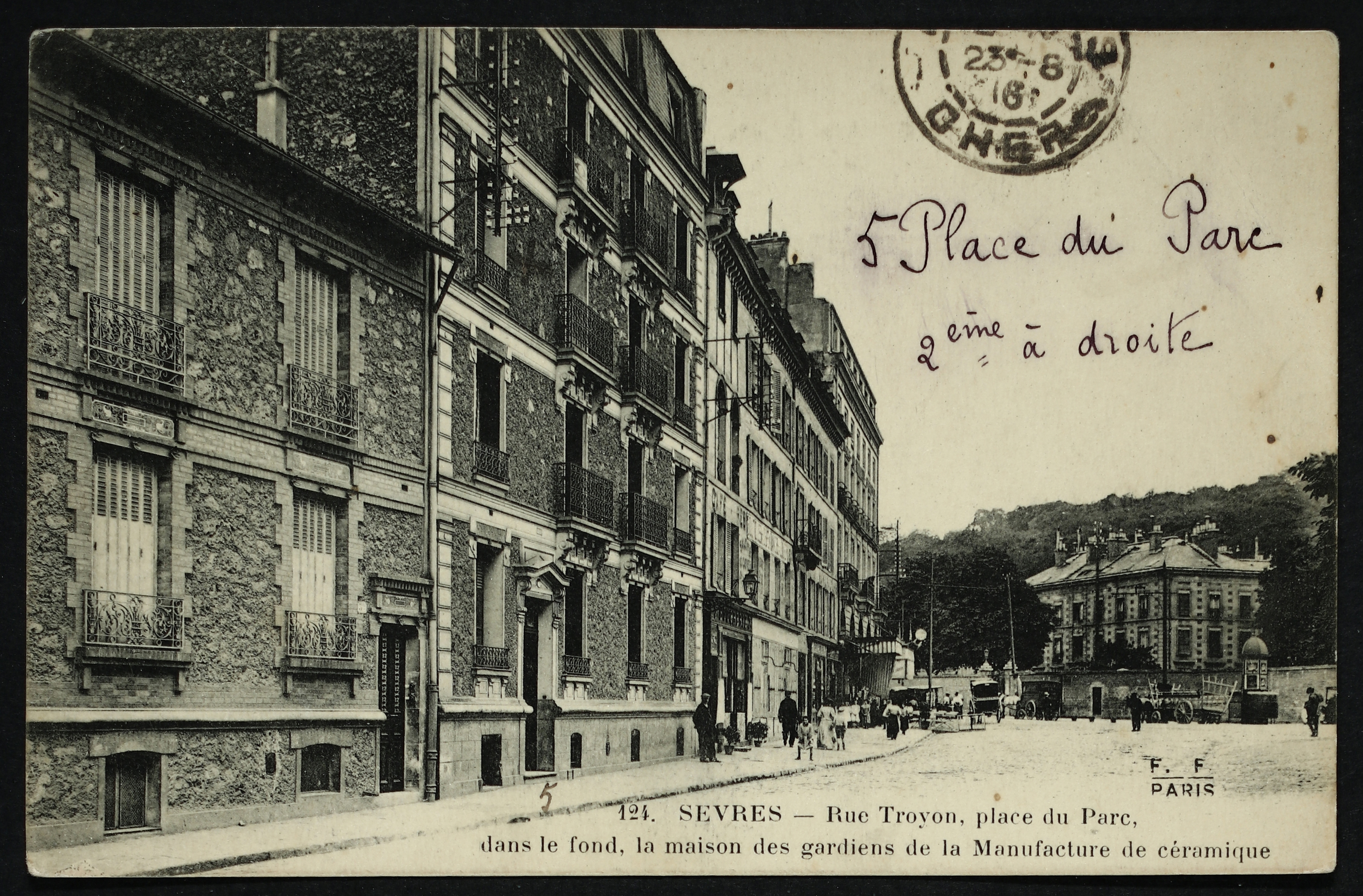
Rue Troyon, place du Parc, dans le fond, la maison des gardiens de la Manufacture de céramique.

La rue Troyon commence son tracé au nord, face au pavillon Pompadour, et suit une courbe qui passe sous le viaduc de la route nationale 118 et rejoint la Seine et la route départementale 7 au niveau de l'intersection avec la rue de Saint-Cloud qui se dirige vers le quai du Maréchal-Juin à Saint-Cloud.
Elle se termine à la limite de Meudon, peu après son passage sous le pont Troyon, ouvrage d'art ferroviaire emprunté par la ligne 2 du tramway d'Île-de-France, laquelle est accessible par la station Brimborion.

## Origine du nom
Elle tient son nom de Jean-Marie-Dominique Troyon (1780-1817), peintre d'ornement et doreur à la Manufacture de Sèvres, et père du peintre Constant Troyon.

## Historique

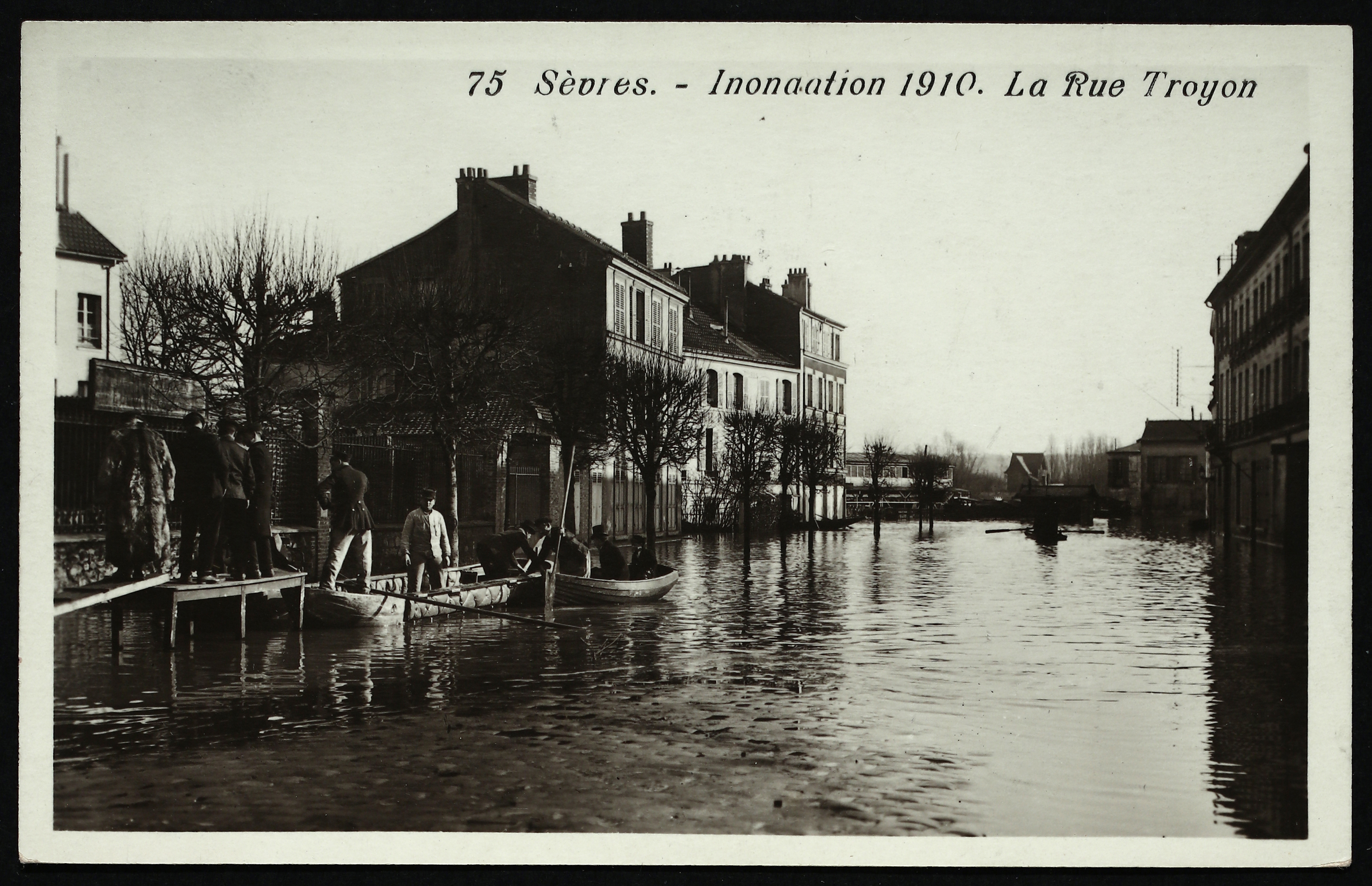
Inondations de 1910, rue Troyon.

Cette voie a servi de chemin de halage depuis des temps immémoriaux.
La crue de la Seine de 1910 amène des inondations dans toutes les habitations.
Elle a été représentée par une toile de Daniel Dourouze intitulée Sèvres, rue Troyon,, et par La rue Troyon à Sèvres, œuvre de Suzanne Roché.
Les années 2010 voient un complet réaménagement de cette voie, faisant la part belle aux circulations douces.

## Bâtiments remarquables et lieux de mémoire
- Manufacture de Sèvres.

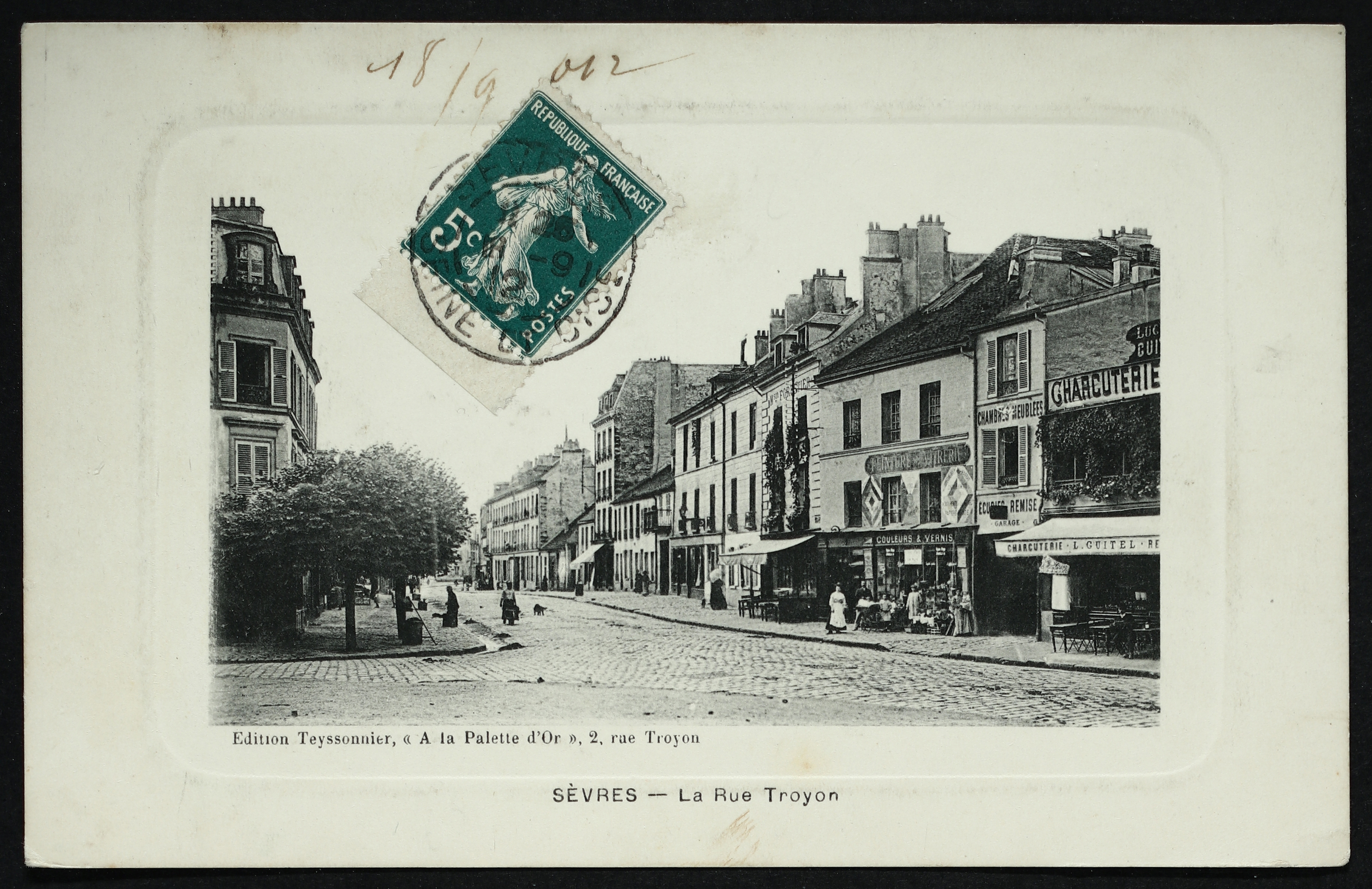
Sèvres : La rue Troyon vers 1900.

- Au no 26, le collège arménien de Sèvres, dit collège Samuel Moorat, du nom de son bienfaiteur, également connu sous le nom de Samuel Mouradian[6].
- Au n° 26 également, l'emplacement de l'hôtel du joaillier Étienne-Benjamin Belle[7], grand ami de Denis Diderot, qui y résida à de nombreuses reprises pendant les dernières années de sa vie.
- Ancienne manufacture des cristaux de la Reine.
- Emplacement de la fabrique de céramique créée par Félix Optat Milet en 1866, et reprise par son fils Paul.
- Au pied de la butte de Châtillon, le parc de Brimborion.
- Passerelle sud de l'Île Seguin.